# Stylaster cancellatus
Stylaster cancellatus är en nässeldjursart som beskrevs av Fisher 1938. Stylaster cancellatus ingår i släktet Stylaster och familjen Stylasteridae. Inga underarter finns listade i Catalogue of Life.